# 메이센베일 유나이티드 AFC
메이센베일 유나이티드 AFC(Maycenvale United Association Football Club)는 뉴질랜드 헤이스팅스에 연고를 둔 세미프로 축구단이다. 구단은 혹스베이에서 열리는 지역 퍼시픽 프리미어십 대회에 참가한다. 이 구단은 200명이 넘는 시니어 축구팀과 많은 유소년 축구팀을 보유한 구단이다.
메이센베일이라는 이름은 세 헤이스팅스 초등학교인 메이베, 센트럴 및 파크 베일에서 유래되었다. 1975년에 5개의 유소년 팀으로 클럽이 시작되었을 때 대부분의 유소년들은 이 세 학교 중 한 곳에 재학중인 초등학생들로 구성되어 있었다.
이 클럽은 수년에 걸쳐 수많은 기록으로 혹스베이에서의 풍부한 역사를 자랑한다. 이 클럽은 현재 지역 혹스베이 대회에서 프리미어십, 리저브 및 2개의 컨퍼런스 리그 팀을 보유하고 있다.